# Quod erat demonstrandum

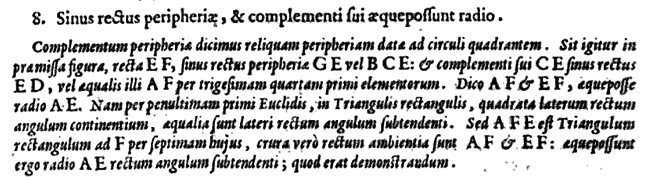
Gebrauch im Jahr 1604 von Philippe van Lansberge

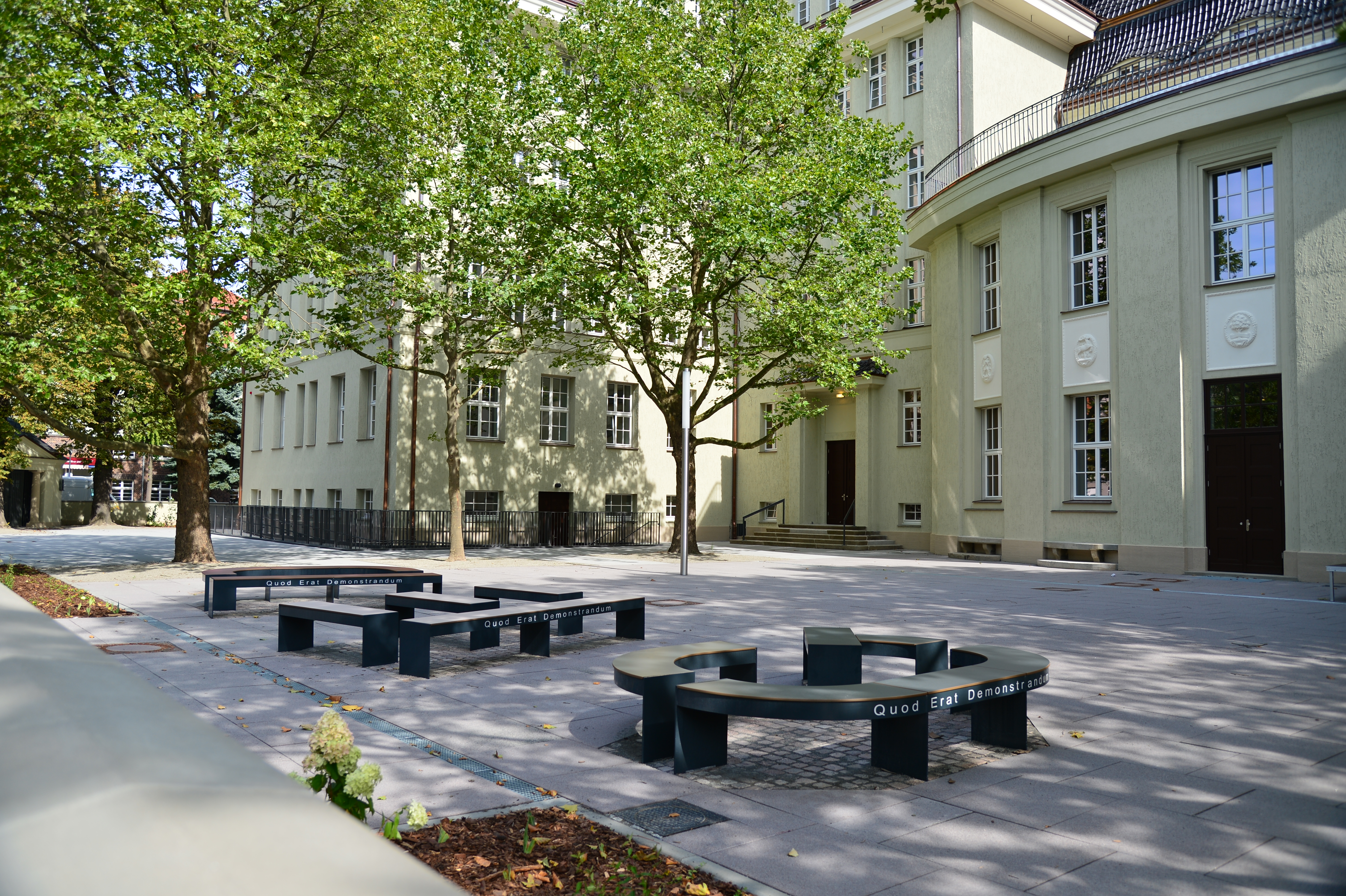
Sitzbänke in Form von QED vor dem Hans-Erlwein-Gymnasium in Dresden

Die Wendung quod erat demonstrandum (lateinisch für „was zu beweisen war“) bindet das Ergebnis einer logischen oder mathematischen Beweisführung an den vorangestellten Zweck zurück und schließt damit die Beweisführung ab. Sie wird häufig abgekürzt als q. e. d. Besonders im Englischen ist die Großschreibung Q. E. D. oder QED in Anlehnung an die lateinische Capitalis monumentalis üblich.

## Herkunft
Die Wendung stammt aus Euklids Lehrbuch Elemente (3. Buch, 4. Kapitel, Theorema XIII) aus dem 3. Jahrhundert v. Chr. und lautet im altgriechischen Original ὅπερ ἔδει δεῖξαι hóper édei deîxai. Die heute verbreitete lateinische Übersetzung prägte der italienische Humanist Bartolomeo Zamberti, als er Euklids Elemente übersetzte und 1505 in Venedig drucken ließ.

## Verwandte Wendungen
Bei einer Behauptung, die erst noch bewiesen werden muss, lauten die Worte in traditioneller Gelehrtensprache quod esset demonstrandum oder auch „was zu beweisen wäre“.
Zum Abschluss einer mathematischen Funktion wird die lateinische Wendung quod erat faciendum verwendet.

## Symbole
Heutzutage wird q. e. d. auch oft durch ein unausgefülltes Quadrat □ oder ein schwarzes Quadrat ■ symbolisiert. Es wird Grabstein, Kiste oder nach dem Erstverwender Halmos genannt. Während das Quadrat in der gedruckten Fachliteratur zum Standard geworden ist, wird handschriftlich, z. B. in Tafelvorlesungen, auch noch q. e. d. verwendet. In Unicode ist das Zeichen ∎ als end of proof unter dem Codepunkt U+220E kodiert. Je nach Font wird der Codepunkt entweder als schwarzes oder unausgefülltes Quadrat dargestellt.